# Guabito
Guabito es un corregimiento del distrito de Changuinola en la provincia de Bocas del Toro en Panamá. La localidad tiene 8387 habitantes (2010).
Se trata de un pequeño pueblo situado directamente enfrente del río Sixaola en la frontera con Costa Rica. Un puente elevado usado por el ferrocarril y otro puente civil conectan a Guabito con el pueblo de Sixaola, Costa Rica. Este cruce fronterizo es popular entre los turistas que van entre Costa Rica y Bocas del Toro.
Guabito va una hora por delante de Sixaola porque la frontera entre Costa Rica y Panamá es también un límite de zona horaria. Pocos turistas se detienen en Guabito más de lo necesario para pasar la aduana panameña.